# 1477 Bonsdorffia
1477 Bonsdorffia eller 1938 CC är en asteroid upptäckt 6 februari 1938 av den finske astronomen Yrjö Väisälä vid Storheikkilä observatorium. Asteroiden har fått sitt namn efter Ilmari Bonsdorff, finsk geodet och professor.
Ockultationer av stjärnor har observerats.